# Jamie Rauch
Jamie Rauch (n. 17 august 1979, Houston, Texas, SUA) este un înotător american, medaliat olimpic. A participat la o ediție a Jocurilor Olimpice (2000) în care a câștigat două medalii de argint.